# O Evangelho Segundo Hitler
O livro Evangelho Segundo Hitler escrito por Marcos Peres Gomes Filho foi publicado em 2013 pela editora Record. Inspirado em um conto do escritor argentino Jorge Luis Borges, Três Versões de Judas.

## Sobre o livro
Trata-se de um romance de 352 páginas (1a. edição) que promove um encontro entre Borges e o nazismo. O livro apresenta uma alegoria em que os nazistas veem na obra de Jorge Luís Borges alicerces para sua doutrina nacionalista.
O conto Três Versões de Judas de Jorge Luis Borges apresenta versões diferentes para o destino que a humanidade deu a Judas. Baseado nesse conto, o autor considerava seguro inspirar-se em Borges para criar o personagem, pois havia lido toda a sua obra e conhecia sua biografia. A partir disso, o pano de fundo da história desenvolve-se a partir de uma teoria conspiratória, cuja intenção é evidenciar ao leitor o caráter absurdo desse tipo de narrativa. No entanto, a peculiaridade do enredo está no fato de que essa construção, embora frágil como um castelo de areia, consegue se sustentar ao longo da trama.
O Evangelho Segundo Hitler é uma tripla homenagem. Primeiramente a literatura hispana, pela qual o autor é um apaixonado. Homenagem clara também a Borges, ícone literário das Américas. É também, pelo estilo, uma homenagem a Umberto Eco, talvez o grande criador de teorias da conspiração. Isso sem se perder na homenagem, criando um estilo próprio que o autor repetiria, dois anos depois, em Que fim levou Juliana Klein? 

## Prêmios
- 2013 - Prêmio Sesc de Literatura[5]
- 2014 - Prêmio São Paulo de Literatura, na categoria autores estreantes com menos de 40 anos de romances[6]